# Centenary Stadium
Das Centenary Stadium (maltesisch il-Grawnd taċ-Ċentinarju) ist ein Fußballstadion in Attard, Malta, unmittelbar neben dem Ta’ Qali-Stadion. Im Stadion finden Fußballspiele der maltesischen U-21-Nationalmannschaft, der maltesischen Fußballnationalmannschaft der Frauen, der Maltese Premier League sowie der Maltese First Division statt. Daneben umfasst das Centenary Stadium eine Konferenzhalle sowie das Hauptquartier der Malta Youth Football Association.

## Geografische Lage
Die Anlage liegt im Gebiet von Ta’ Qali in der Gemeinde Attard auf der Insel Malta.

## Geschichte

### Erbauung
Bereits 1985 beabsichtigte die Malta Football Association, ein neues kleines Stadion zu bauen. Dies verwirklichte sich ab dem 11. Oktober 1998, als der Präsident Maltas Ugo Mifsud Bonniċi den Grundstein für das Stadion legte. Nach weniger als einem Jahr Bauzeit für die Tribünen und die Überdachung eröffneten der Premierminister Maltas Edward Fenech Adami und der Präsident der Malta Football Association Joe Mifsud den Neubau. In Erinnerung an das 100-jährige Bestehen der Malta Football Association im Jahr 2000 wurde es Centenary Stadium genannt.

### Modernisierung und Umbau
Im Jahr 2007 wurde die 1999 ausgelegte Spielfeldoberfläche durch einen neuen FIFA-Zwei-Sterne-Kunstrasen ersetzt. Diese Erneuerung kostete 35.000 Lm (81.550 €) und wurde am 23. Juli 2007 erstmals bespielt.
Im Mai 2017 gab die Malta Football Association bekannt, dass die Spielfläche durch eine neue, den FIFA-Regeln für Profispiele entsprechende Oberfläche ersetzt würde. Dies ermöglicht es, dass im Stadion nun auch FIFA- und UEFA-Spiele stattfinden können.

### Eröffnungsspiel
Das erste Spiel in diesem Stadion war ein Ausscheidungsspiel zwischen Birżebbuġa St. Peter’s und Ghaxaq am 4. September 1999. Das erste Tor in dieser Begegnung schoss Sandro Lapira für Ghaxaq in der 34. Minute, das Spiel gewann Ghaxaq mit 2:1.

## Kapazität
Neben 3000 Sitzplätzen nach den Regularien der UEFA umfasst die Haupttribüne einen VIP- und einen Presse-Bereich. Ähnlich dem National Stadium ersetzte das Stadion ein älteres, das ein Schotterspielfeld aufwies, das Pace Grasso Stadium in Tarxien.